# Sfințești
Sfințești là một xã thuộc hạt Teleorman, România. Dân số thời điểm năm 2002 là 1481 người.